# North Muskegon
North Muskegon es una ciudad ubicada en el condado de Muskegon en el estado estadounidense de Míchigan. En el Censo de 2010 tenía una población de 3786 habitantes y una densidad poblacional de 356,36 personas por km².

## Geografía
North Muskegon se encuentra ubicada en las coordenadas 43°15′8″N 86°16′15″O / 43.25222, -86.27083. Según la Oficina del Censo de los Estados Unidos, North Muskegon tiene una superficie total de 10.62 km², de la cual 4.56 km² corresponden a tierra firme y (57.09%) 6.07 km² es agua.

## Demografía
Según el censo de 2010, había 3786 personas residiendo en North Muskegon. La densidad de población era de 356,36 hab./km². De los 3786 habitantes, North Muskegon estaba compuesto por el 94.56% blancos, el 2.09% eran afroamericanos, el 0.55% eran amerindios, el 0.71% eran asiáticos, el 0.05% eran isleños del Pacífico, el 0.24% eran de otras razas y el 1.8% pertenecían a dos o más razas. Del total de la población el 2.38% eran hispanos o latinos de cualquier raza.